# Ніведіп (Нідерланди)
Ніведіп (нід. Nieuwediep) — село в нідерландській провінції Дренте. Входить до муніципалітету А-ен-Гюнзе.
Його площа становить 1,06 км², а населення станом на 2021 рік складало 265 осіб.
Перша згадка про населений пункт датується 1913 роком.

## Галерея

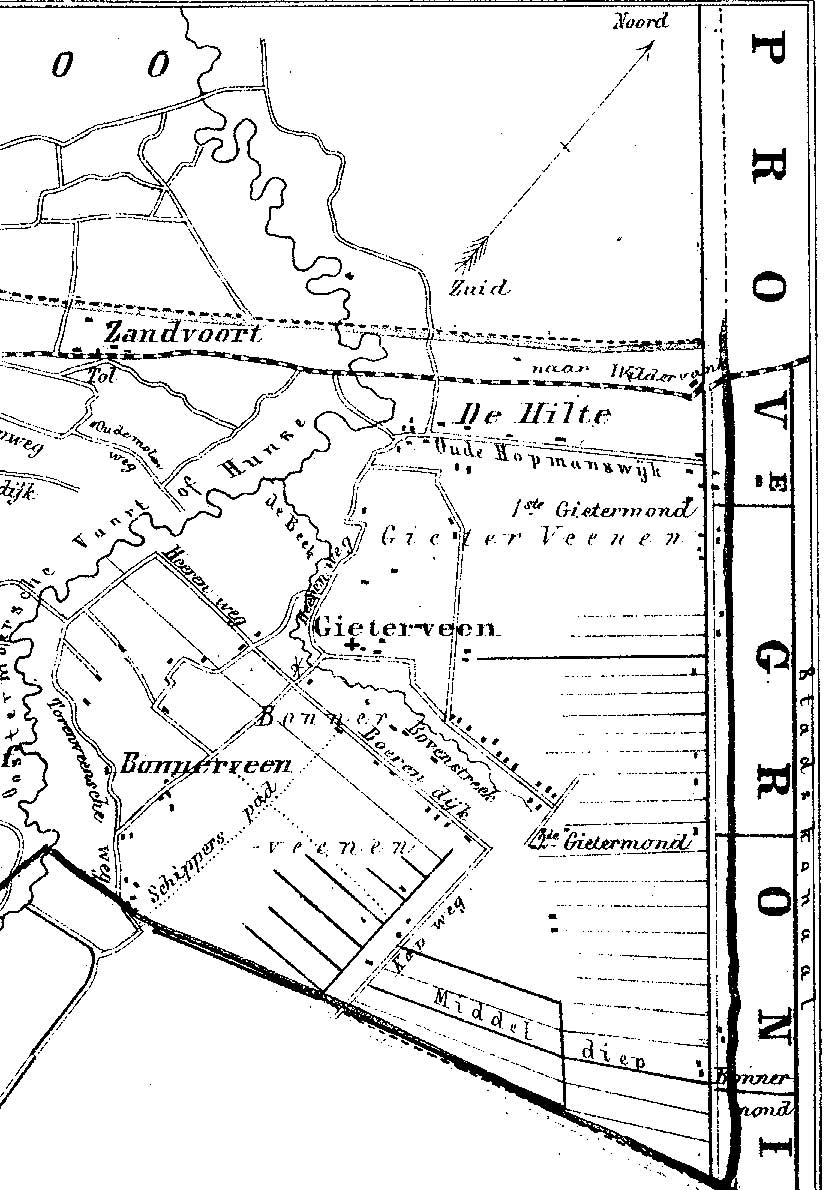
Ніведіп на мапі (1867)